# IV Giochi olimpici giovanili estivi
I IV Giochi Olimpici giovanili estivi (in francese Les IVes Jeux olympiques de la jeunesse d'été) si disputeranno a Dakar, in Senegal, nel 2026. Alcune delle gare si svolgeranno all'interno dello Stadio Abdoulaye Wade di Diamniadio e a Saly Portudal.
Si tratterà della prima competizione olimpica organizzata dal CIO in Africa.

## Assegnazione

### Premesse
Inizialmente prevista per il 2022, durante la 127ª sessione del CIO si era deciso lo spostamento dei Giochi olimpici giovanili negli anni dispari in cui non si svolgono altre competizioni olimpiche, proprio a partire dai IV Giochi olimpici giovanili estivi, che sarebbero slittati dal 2022 al 2023. Successivamente il CIO ha revocato la decisione riportando la data della manifestazione al 2022 e nel febbraio 2018 ha raccomandato che tale evento si svolgesse in Africa. Dopo un breve processo di candidatura, la città ospitante è stata scelta nella 133ª sessione, svoltasi a Buenos Aires, l'8 ottobre 2018.  Il 15 luglio 2020, a causa della pandemia di COVID-19, il CIO in accordo con il Paese organizzatore ha rinviato dal 2022 al 2026 i IV Giochi olimpici giovanili estivi.

### Candidature
Il processo di candidatura è stato semplificato ed ha visto una fase di dialogo, svoltasi tra marzo e giugno 2018, e una fase di candidatura che si è conclusa nell'ottobre dello stesso anno.
Il 3 maggio 2018 è stato annunciato che quattro comitati olimpici nazionali africani avevano presentato la loro disponibilità ad ospitare i Giochi: Botswana, Nigeria, Senegal e Tunisia.
Il 18 luglio il CIO ha reso note le quattro città selezionate come candidate ufficiali:
- Botswana - Gaborone
- Nigeria - Abuja
- Senegal - Dakar
- Tunisia - Tunisi

Il 7 settembre 2018 il comitato esecutivo del CIO ha suggerito la scelta di Dakar per ospitare i Giochi olimpici giovanili estivi del 2022, a partire dal rapporto stilato dalla commissione di valutazione appositamente costituita.

### Elezione
Nel corso della 133ª sessione del CIO che si svolgeva a Buenos Aires, durante i III Giochi olimpici giovanili estivi, l'8 ottobre 2018 la capitale senegalese è stata scelta all'unanimità.
| Città | Comitato Olimpico Nazionale | Voti      |
| Dakar | Senegal                     | unanimità |